# Гавли
Гавли (бел. Гаўлі) — деревня в Потаповском сельсовете Буда-Кошелёвского района Гомельской области Белоруссии.

## География

### Расположение
В 13 км на северо-запад от Буда-Кошелёво, 6 км от железнодорожной станции Забабье (на линии Жлобин — Гомель), 62 км от Гомеля.

## Транспортная сеть
Транспортные связи по просёлочной, затем автомобильной дороге Жлобин — Гомель. Планировка состоит из почти прямолинейной улицы, ориентированной с юго-востока на северо-запад, к которой с севера присоединяются две криволинейные, соединенные переулком улицы. Застройка деревянная, двусторонняя, усадебного типа.

## История
По письменным источникам известна с XIX века. С 1884 года действовал хлебозапасный магазин. В результате пожара 1889 года сгорели 54 двора. По переписи 1897 года находились: церковно-приходская школа (открыта в 1887 году), хлебозапасный магазин, 3 ветряные мельницы, трактир. В 1909 году 552 десятин земли, в Недайской волости Рогачёвского уезда Могилёвской губернии. В 1932 году для деревенской школы построено собственное помещение.
С 20 августа 1924 года по 21 августа 1925 года центр Гавлёвского, а с 13 февраля 1958 года до 14 декабря 1961 года Забабского сельсовета Буда-Кошелёвского района Бобруйского (до 26 июля 1930 года) округа, с 20 февраля 1938 года Гомельской области.
В 1930 году организован колхоз «Урожай», работала кузница. Во время Великой Отечественной войны на фронтах и в партизанской борьбе погибли 600 жителей, в том числе с соседних деревень. В память о погибших в 1969 году в 2 км на восток от деревни возведён Курган Славы. В 1959 году в составе хозяйства Буда-Кошелёвского аграрно-технического колледжа (центр — город Буда-Кошелёво). 
В 1969 году в деревню переселились жители посёлок Первомайский.

## Население

### Численность
- 2018 год — 65 жителей.

### Динамика
- 1858 год — 31 двор, 184 жителя.
- 1897 год — 62 двора, 512 жителей (согласно переписи).
- 1909 год — 87 дворов, 627 жителей.
- 1959 год — 617 жителей (согласно переписи).
- 2004 год — 60 хозяйств, 160 жителей.